# Eriborus rufopictus
Eriborus rufopictus är en stekelart som beskrevs av Horstmann 1987. Eriborus rufopictus ingår i släktet Eriborus och familjen brokparasitsteklar. Inga underarter finns listade i Catalogue of Life.